# Silene noctiflora
La silene aprentesi di notte o silene fior di notte (Silene noctiflora L., 1753) è una piccola pianta (alta fino a 40 cm), annuale dotata della particolare caratteristica di avere dei fiori profumati che si aprono di notte, appartenente alla famiglia delle Caryophyllaceae.

## Etimologia
Il nome del genere (Silene) si riferisce alla forma del palloncino del fiore. Si racconta che Bacco avesse un compagno di nome Sileno con una gran pancia rotonda.  Ma probabilmente questo nome è anche connesso con la parola greca “sialon” (= saliva); un riferimento alla sostanza bianca appiccicosa secreta dal fusto di molte specie del genere.

Il nome sia specifico che volgare deriva dal particolare orario di apertura dei fiori (verso la sera).

## Descrizione

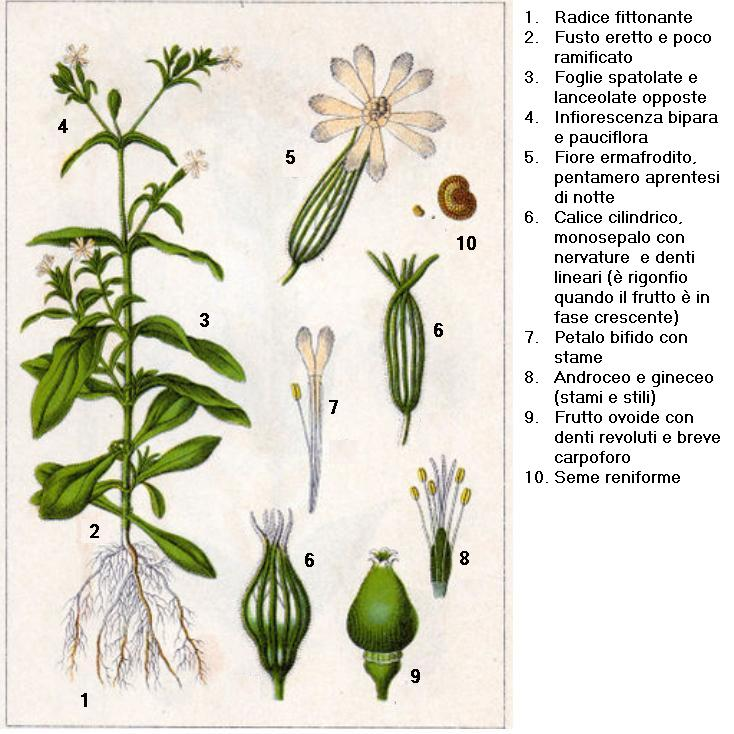
Descrizione delle parti della pianta

La forma biologica della pianta è terofita scaposa  (T scap): pianta annua (terofita), e con asse fiorale più o meno privo di foglie (scaposa).

### Radici
Radice fittonante.

### Fusto
Il fusto è eretto e semplice (poco ramificato), lievemente pubescente e vischioso. In alcune varietà i peli sono così appiccicosi che le mosche rimangono catturate.

### Foglie
- Foglie inferiori: sono obovato – spatolate con picciolo e formano quasi una   rosetta – basale. Lunghezza delle foglie: fino a 10 cm.
- Foglie superiori: sono ovato –   lanceolate, sessili e in disposizione opposta. Sono lievemente più piccole: massimo 8 cm di lunghezza.

### Infiorescenza
L'infiorescenza è bipara e   pauciflora (pochi fiori per ogni stelo). Tale infiorescenze viene anche chiamata “dicasio ampio”. I rami laterali sono allungati per cui la pianta nel suo insieme prende la forma di una piramide rovesciata. Il peduncolo (molto breve – subsessile) del fiore si appoggia normalmente ad un gruppo di brattee ascellari (o verticillate).

### Fiori
I fiori sono   ermafroditi (non dioici come in altre specie dello stesso genere), pentameri e si aprono solo di notte (in prima serata) e sono profumati.
- Calice: il   calice è monosepalo (= gamosepalo) e di colore verde come le foglie con nervature (una decina) colore bruno e 5 denti acuto - lineari lunghi anche 1/3 del calice. La forma del calice non è tipicamente rigonfia come in altre specie dello stesso genere, ma di forma affusolato – cilindrica (attenuato verso i denti) ed è peloso come il resto della pianta. Lunghezza del calice: 20 – 30 mm.
- Corolla: la corolla è colorata di rosa delicato (in qualche caso bianco). I petali sono 5, ben sporgenti dal calice e sono bilobati con unghia di 6 – 8 mm. Nella parte inferiore i petali sono quasi giallastri.
- Androceo: gli stami sono 10.
- Gineceo: gli stili sono 3; l'ovario è tricarpellare ed è supero.
- Fioritura: da maggio a agosto (germinazione tra marzo e maggio)
- Impollinazione: dato l'orario di apertura dei fiori l'impollinazione avviene solo con insetti notturni.

### Frutti

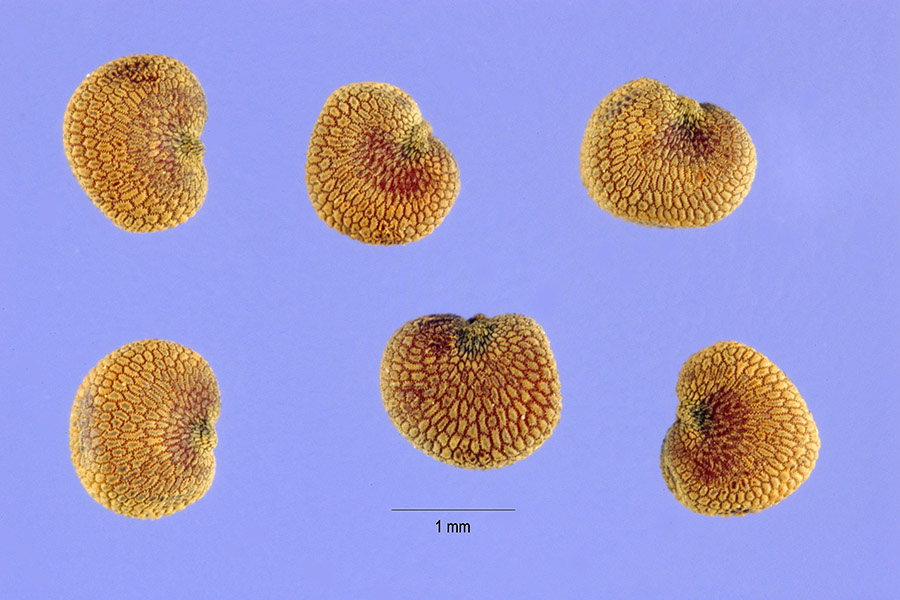
Semi reniformi

Il frutto consiste in una   capsula ovale (di circa 15 mm) deiscente nella zona alta provvista di 6 denti   revoluti. La capsula alla base è divisa in compartimenti, ognuno dei quali contiene molti semi di colore marrone scuro a forma di rene (1 mm di diametro). Il carpoforo (parte di sostegno della capsula) è molto breve (2 –3 mm).

## Distribuzione e habitat
- Geoelemento: il geoelemento definito per questa pianta è: Eurosib.. Quindi i luoghi d'origine sono: Europa, Caucaso, Siberia occidentale e Asia occidentale (Turchia, Iraq e Iran).
- Distribuzione : in Italia è presente solo nel nord. È considerata pianta rara.
- Habitat: si trova nei campi e suoli argillosi in ambiente acido.
- Distribuzione altitudinale: dal piano fino a 1300 m s.l.m.

## Tassonomia
Il genoma mitocondriale di questa specie è stato sequenziato: consta di 6.7 megabasi nettamente più ampio di quello di altre specie del genere Silene. È uno dei più ampi genomi mitocondriali ad oggi sequenziati nelle piante (il più ampio è di un'altra Silene: Silene conica) ed è formato da 59 cromosomi.

### Sinonimi
- Cucubalus noctiflorus  (L.) Mill. (1768)
- Elisanthe noctiflora  (L.) Rupr. (1845)
- Lychnis noctiflora  (L.) Schreb. (1771)
- Melandrium noctiflorum  (L.) Fr. (1842)
- Melandryum noctiflorum Fries
- Saponaria noctiflora  (L.) Fenzl (1840)
- Silene pauciflora Kit. (1863)
- Silene viscida Moench (1794)

## Altre informazioni
In Inghilterra si lamenta un sensibile declino della presenza della pianta dagli anni 1950; questo a causa dell'uso di erbicidi ad ampio spettro.

## Galleria d'immagini

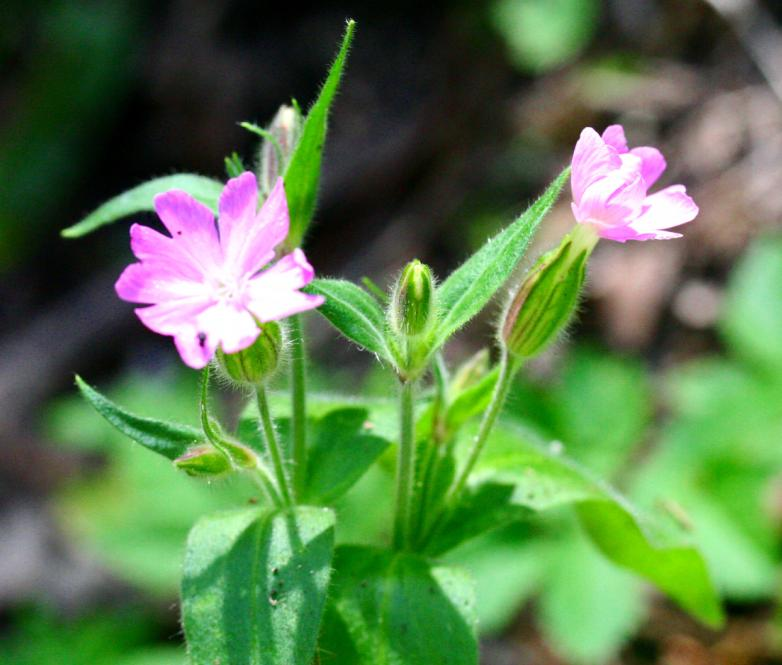
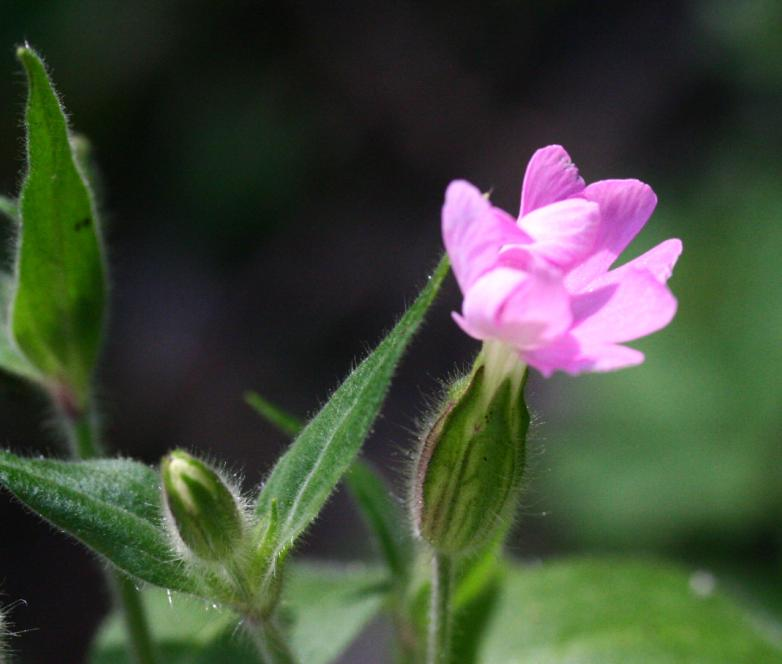